# Música de Guinea Ecuatorial

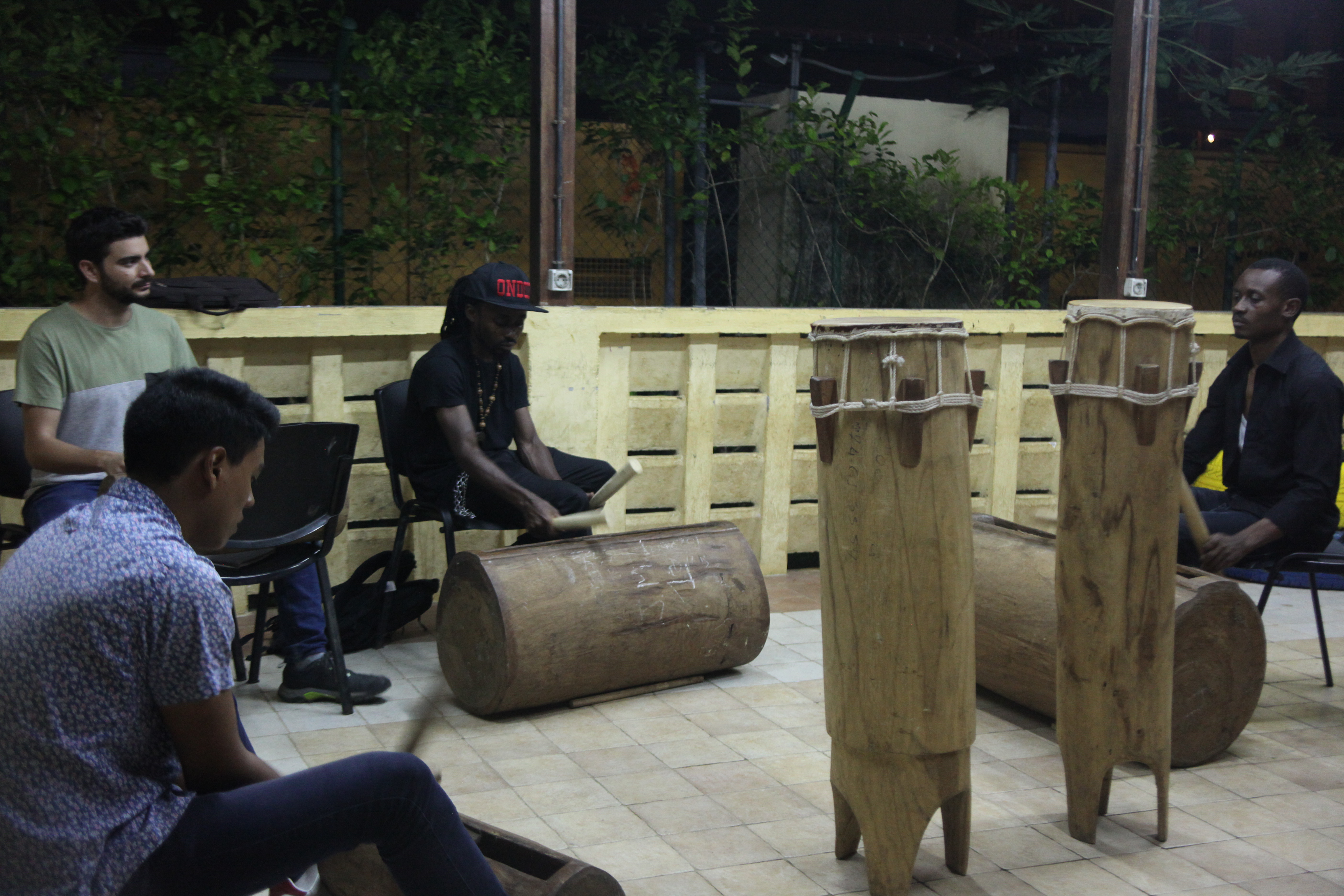
Taller de percusión tradicional de Guinea Ecuatorial en la Casa de la Palabra (Abahá) del Centro Cultural.

La cultura y música de Guinea Ecuatorial ha sido más documentada que la de la mayoría de países de África. Esto es parcialmente debido al tamaño pequeño del país y una población de unos 1.558.000 habitantes. Guinea Ecuatorial fue creada con la unión tres territorios españoles no conectados físicamente entre sí: Río Muni una franja de tierra entre el Camerún y Gabón en la parte continental de África; Bioko, una isla cerca de Camerún; y Annobón, una isla en el océano Atlántico lejos de tierra firme.
El himno nacional de Guinea Ecuatorial fue escrito por Atanasio Ndongo Miyone, y se adoptó oficialmente en 1968, cuando el país se independizó de España.

## Música folclórica

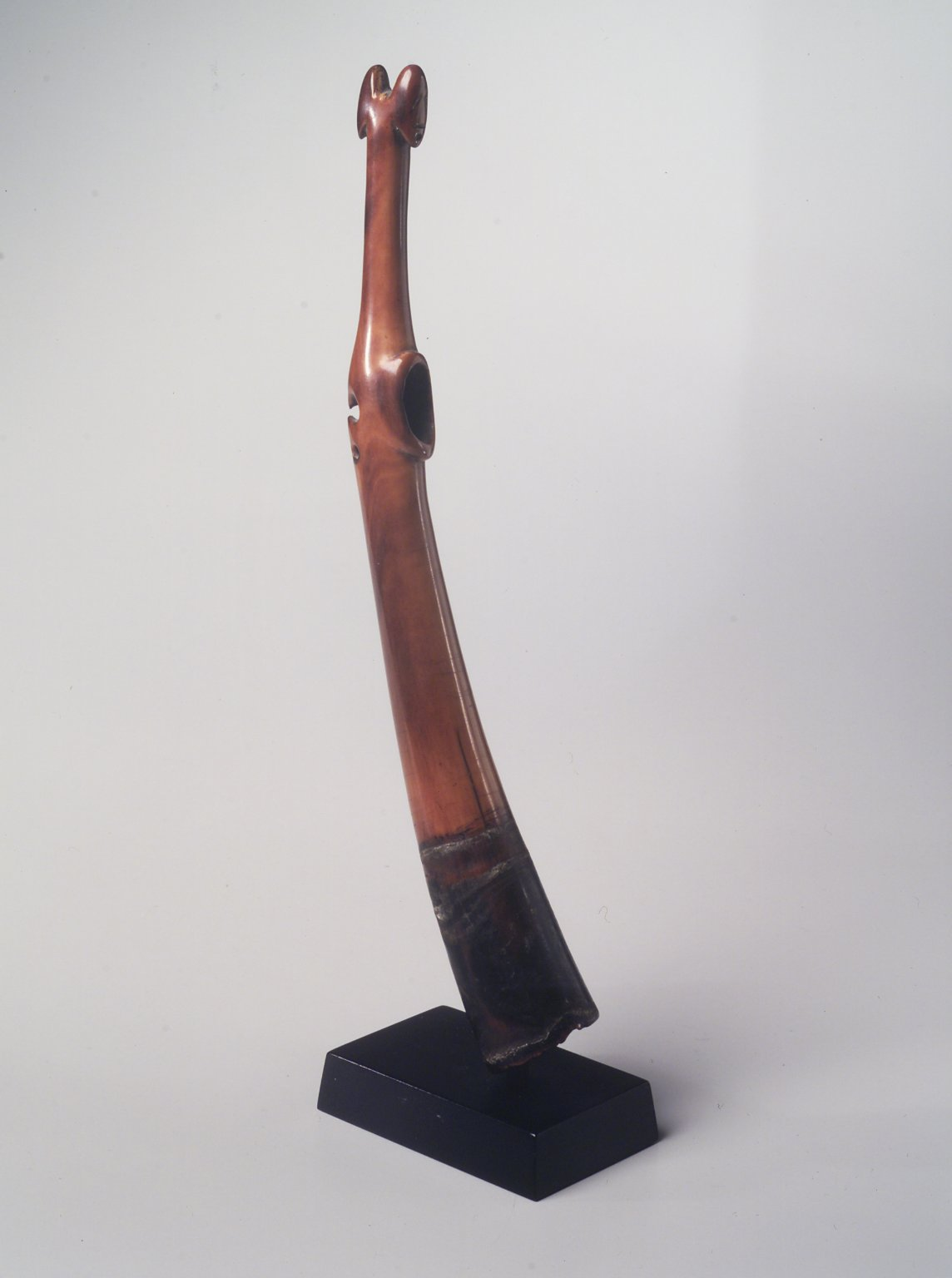
Trompeta de soplado lateral Fang-Beti

El grupo étnico más grande son los fang, aunque también hay numerosos bubi y poblaciones más pequeñas de Bisio, Bujeba, ndowe, Combe y los annoboneses. Los Fang son conocidos por su mvet, un cruce entre una cítara y un arpa. El mvet puede tener hasta quince cuerdas. La parte semi-esférica de este instrumento está hecho de bambú y las cuerdas están unidas al centro por las fibras. La Música para la mvet está escrita en una forma de notación musical que sólo puede ser aprendida por los iniciados en la sociedad bebom mvet. La música es interpretada generalmente con un coro. Músicos como Eyi Moan Ndong y Obama (músico ecuatoguineano) han ayudado a popularizar el estilo folclórico.
El balélé y el ibanga risque son dos de las muchas danzas de Guinea Ecuatorial, la mayoría de los cuales son acompañadas por una orquesta de tres personas o cuatro que consisten en un arreglo de Sanza, xilófonos, tambores, cítaras y arpas de arco

Otro instrumento muy popular es el tam-tam, que es una caja de madera cubierta con piel de animal. En su centro, hay teclas de bambú para escalas musicales. Un segundo tipo de tam-tam tiene dos niveles diferentes de llaves musicales. Generalmente, los instrumentos musicales de madera están decorados con imágenes de la fauna y con los dibujos geométricos. Los tambores son cubiertos con pieles de animales o dibujos de animales.

## Música popular
Hay poca música popular que sale de Guinea. Grupos con estilos panafricanos como soukous y makossa son populares, así como también lo son el reggae y el rock and roll. Bandas de guitarra acústica basadas en el modelo español son las más conocidas especialmente estrellas nacionales como Desmali Y Su Grupo Dambo de la Costa.
Otros músicos de Guinea son Maelé, Efamba, Bessoso, Malabo Strit Band, Luna Loca, Chiquitin, Dambo de la Costa, Ngal Madunga, Lily Afro y grupos exiliados en España como Super Momo, Hijas del Sol y Baron Ya Buk-Lu. También pertenecientes a la comunidad hispano-guineana son el cantante de hip hop El Chojín y Concha Buika, ya nacidos en España.